# Spoorlijn Bochum-Riemke - Wanne-Eickel
De spoorlijn Bochum-Riemke - Wanne-Eickel was een Duitse spoorlijn en was als spoorlijn 2154 onder beheer van DB Netze.

## Geschiedenis
De lijn werd door de Preußische Staatseisenbahnen op 1 oktober 1886 officieel geopend. Voor die tijd was de lijn al in gebruik als mijnspoorlijn naar de mijnzetel Hannover. In 1959 is het personenvervoer opgeheven en het jaar daarop is het gedeelte tussen de mijnzetel Hannover en de staalfabriek van Mannesmann gesloten. De aansluiting met de mijn Hannover is in 1973 gesloten, de aansluiting met Mannesmann in 1980. Thans is de volledige lijn opgebroken.

## Aansluitingen
In de volgende plaatsen is of was er een aansluiting op de volgende spoorlijnen:
Bochum-Riemke
DB 2152, spoorlijn Bochum Präsident en Bochum-Riemke
DB 2153, spoorlijn tussen Bochum en aansluiting Nordstern
aansluiting Pluto
DB 2239, spoorlijn tussen Gelsenkirchen en Wanne-Eickel
Wanne-Eickel Hbf
DB 2200, spoorlijn tussen Wanne-Eickel en Hamburg
DB 2201, spoorlijn tussen Wanne-Eickel en aansluiting Baukau
DB 2202, spoorlijn tussen Herne-Rottbruch en Wanne-Eickel
DB 2203, spoorlijn tussen Wanne-Eickel en Wanne-Unser Fritz
DB 2204, spoorlijn tussen Wanne-Eickel en Wanne-Unser Fritz
DB 2205, spoorlijn tussen Wanne-Eickel en aansluiting Bickern
DB 2206, spoorlijn tussen Wanne-Eickel en Duisburg-Ruhrort
DB 2208, spoorlijn tussen Wanne-Eickel en Herne
DB 2209, spoorlijn tussen Essen-Kray Nord en Wanne-Eickel
DB 2230, spoorlijn tussen aansluiting Hessler en Wanne-Eickel
DB 2231, spoorlijn tussen Gelsenkirchen en Wanne-Eickel
DB 2232, spoorlijn tussen Gelsenkirchen-Wattenscheid en Wanne-Eickel
DB 2650, spoorlijn tussen Keulen en Hamm
DB 9220, spoorlijn tussen Wanne Übergabebahnhof en Wanne Westhafen
DB 9223, spoorlijn tussen Wanne Übergabebahnhof en Wanne Herzogstraße